# Rosalind Miles
Rosalind Miles (född 1943),  är en brittisk författare som skrivit både historiska romaner och facklitteratur. Hennes böcker finns översatt till arton språk. Hon är numera bosatt både i Kent och Los Angeles.